# Segunda guerra semínola
La Segunda Guerra Semínola, también conocida como la Guerra de Florida, en  inglés Second Seminole War ou Florida War, fue un conflicto que tuvo lugar de 1835 a 1842 en Florida entre varios grupos de pueblos nativos, conocidos genéricamente como semínolas, y los Estados Unidos. Fue parte de una serie de conflictos llamados las Guerras Semínolas. La 'segunda guerra semínola', a menudo llamada Guerra Semínola, fue la más costosa de las guerras indias y una de las más largas de Estados Unidos. También fue una de las primeras guerras de guerrillas, tal vez prefigurando lo que serían las guerras de guerrillas en el siglo XX.
El conflicto comenzó cuando los Estados Unidos adquirieron la Florida española en 1819 mediante el Tratado de Adams-Onís, y la colonización de este nuevo territorio volvió a plantear el problema de los indios de la Florida, que ya habían luchado en la Primera guerra semínola. Por el Tratado de Moultrie Creek, se concedió a los indios seminolas el derecho de asentarse en una reserva en el centro del estado, hasta que Andrew Jackson, héroe de las guerras indias, se convirtió en el séptimo presidente de los Estados Unidos y el Congreso estadounidense aprobó su Ley de expulsión de indios, que preveía la resolución de la cuestión india mediante una deportación masiva al oeste del río Misisipi, lo que los indios semínolas se negaron a hacer.
La guerra se empantanó a pesar de los considerables recursos que los Estados Unidos le dedicaron, la construcción de fuertes, el despliegue de casi 10 000 soldados además del alistamiento de 30 000 milicianos y voluntarios. Sin una verdadera batalla, los enfrentamientos fueron más bien una serie de escaramuzas que los semínolas ganaron la mayoría de las veces, ayudados por su conocimiento del terreno y acostumbrados al clima subtropical húmedo de Florida que enfermó y mató a muchos soldados estadounidenses.
Después de siete años, la guerra se había vuelto costosa y cada vez más impopular. Muchos semínolas habían abandonado Florida y a los demás se les permitió permanecer en una nueva reserva más al sur de la península hasta que estalló la tercera guerra semínola.

## Contexto

### Tratado de Moultrie Creek (1823)

Mapa de Florida durante la segunda guerra semínola que muestra los límites de la Reserva Semínola previstos por el Tratado de Moultrie Creek.

En 1819, los Estados Unidos compraron Florida a España por el Tratado de Adams-Onís y tomaron posesión de ella en 1821. Grupos de varias tribus del sudeste de los Estados Unidos se habían exiliado en las tierras no ocupadas de Florida en el siglo anterior, incluyendo a los Yamasis, Yuchis y Creeks. Entre ellos estaban los Creeks du bas y los Creeks du haut, así como los hablantes de Hitchitis y Muscogee. Un grupo de hablantes de Hitchi, los Mikasukis, se asentaron alrededor del lago Miccosukee, cerca del actual Tallahassee. Otro grupo de hablantes de Hitchi se asentó alrededor de la pradera de Alachua en el actual condado de Alachua. Los españoles de San Agustín llamaron a los Creeks  Alachua Cimarrones, que significa aproximadamente "salvajes" o "fugitivos", y es probablemente el origen de la palabra semínola. Este nombre fue dado más tarde a otros grupos en Florida, aunque estos mismos nativos americanos se referían a sí mismos como miembros de otras tribus. Otros grupos de Florida en la época de las guerras semínolas incluían a los "indios españoles", llamados así porque se pensaba que eran descendientes de los calusas y de los "indios agricultores", que vivían en las aldeas pesqueras cubano-españolas de la costa de Florida..
Los Estados Unidos ya habían luchado contra los nativos americanos en Florida, mientras que el territorio todavía pertenecía a España (nominalmente, ya que en la práctica era independiente, salvo en las ciudades donde había guarnición), en la primera guerra semínola. Ahora que Florida pertenece a los Estados Unidos, los semínolas vuelven a ser un problema para el gobierno de los Estados Unidos. En 1823, el gobierno estadounidense negoció el Tratado de Moultrie Creek con los Semínolas, estableciendo una reserva para ellos en el centro del estado. Sin embargo, se permitió a seis jefes mantener sus aldeas a lo largo del río Apalachicola en el norte de Florida.

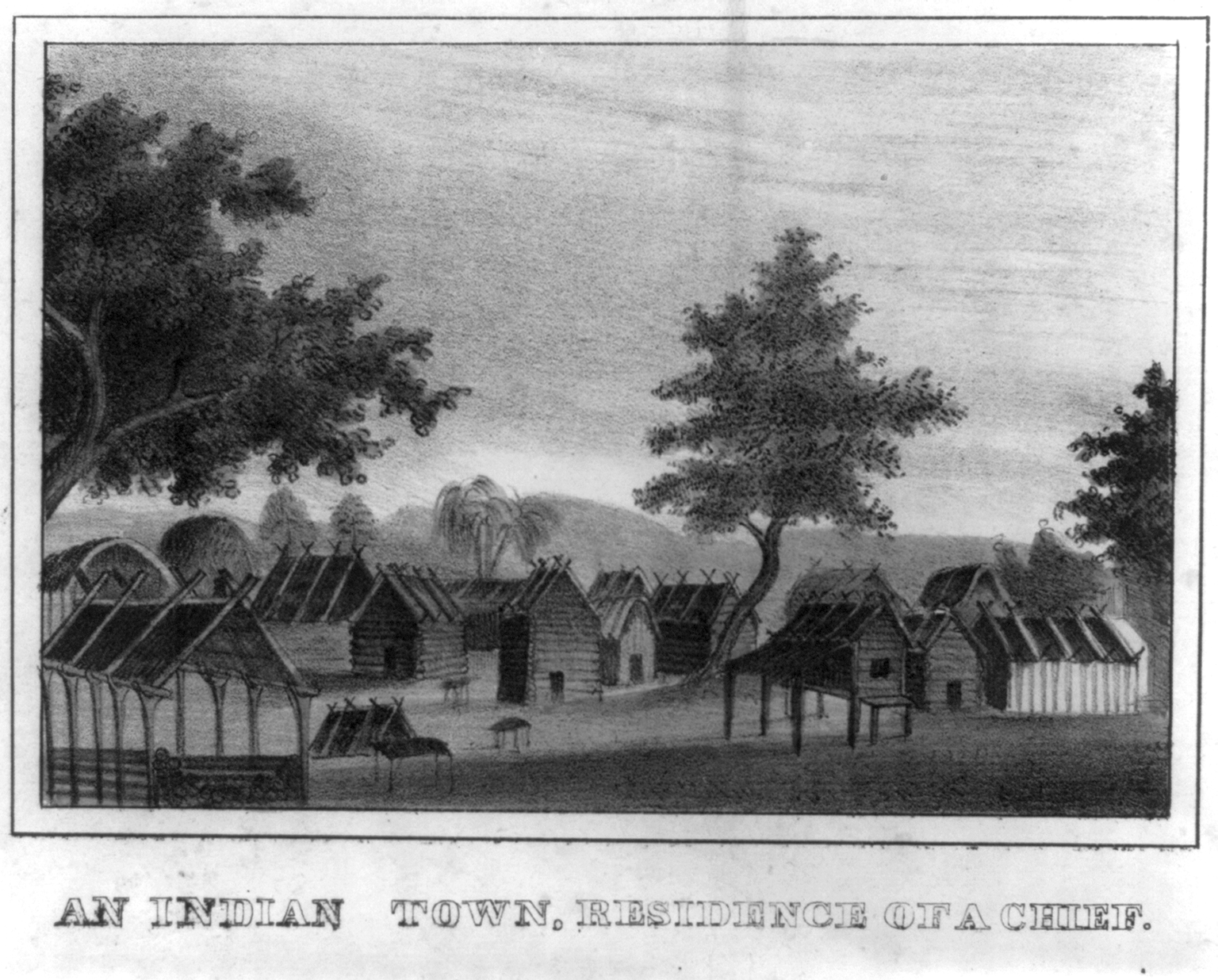
Grabado de 1835 que muestra las casas de madera de una aldea semínola antes del estallido de la Segunda Guerra Semínola.

A pesar de algunas escaramuzas con los colonos americanos, poco a poco los semínolas se asentaron en su reserva. En 1827, Fort King se construyó cerca de la agencia de la reserva, en un sitio que ahora es la ciudad de Ocala, y a principios de año, el ejército informó que los semínolas se habían unido a la reserva y que Florida vivía en paz. Esta paz duró cinco años, durante los cuales se ha pedido repetidamente que los semínolas sean reubicados al oeste del río Misisipi. Los semínolas se han opuesto a todas estas peticiones de reubicación y en particular a la sugerencia de que regresen a su pueblo original, los crisoles. La mayoría de los colonos americanos vieron entonces a los semínolas como simples Creeks que habían emigrado recientemente a Florida, mientras que los semínolas reclamaron Florida como su patria, negando cualquier conexión con los Creeks.
Además, el estatus de los esclavos fugitivos es un tema recurrente de discusión entre los semínolas y los colonos. Los semínolas y los cazadores de esclavos se pelean por la propiedad de los esclavos. Al mismo tiempo, la creación de nuevas plantaciones en Florida aumentó el número de esclavos fugitivos entre los semínolas. Preocupado por la posibilidad de un levantamiento indio y también de una revuelta de esclavos, el gobernador Duval solicitó la presencia de más tropas federales en Florida, pero en su lugar, Fort King fue cerrado en 1828. Los semínolas, faltos de comida y encontrando que la caza era cada vez más escasa en la reserva, se aventuraban frecuentemente fuera de la reserva. También fue en 1828 cuando Andrew Jackson, un viejo enemigo de los amerindios al que había derrotado durante la Guerra de los Riachuelos, fue elegido presidente de los Estados Unidos. En 1830, el Congreso aprobó la Ley de Remoción de Indios, que resolvió cualquier problema con los semínolas trasladándolos al oeste del río Misisipi.

### Tratado de Desembarco de Payne (1832)

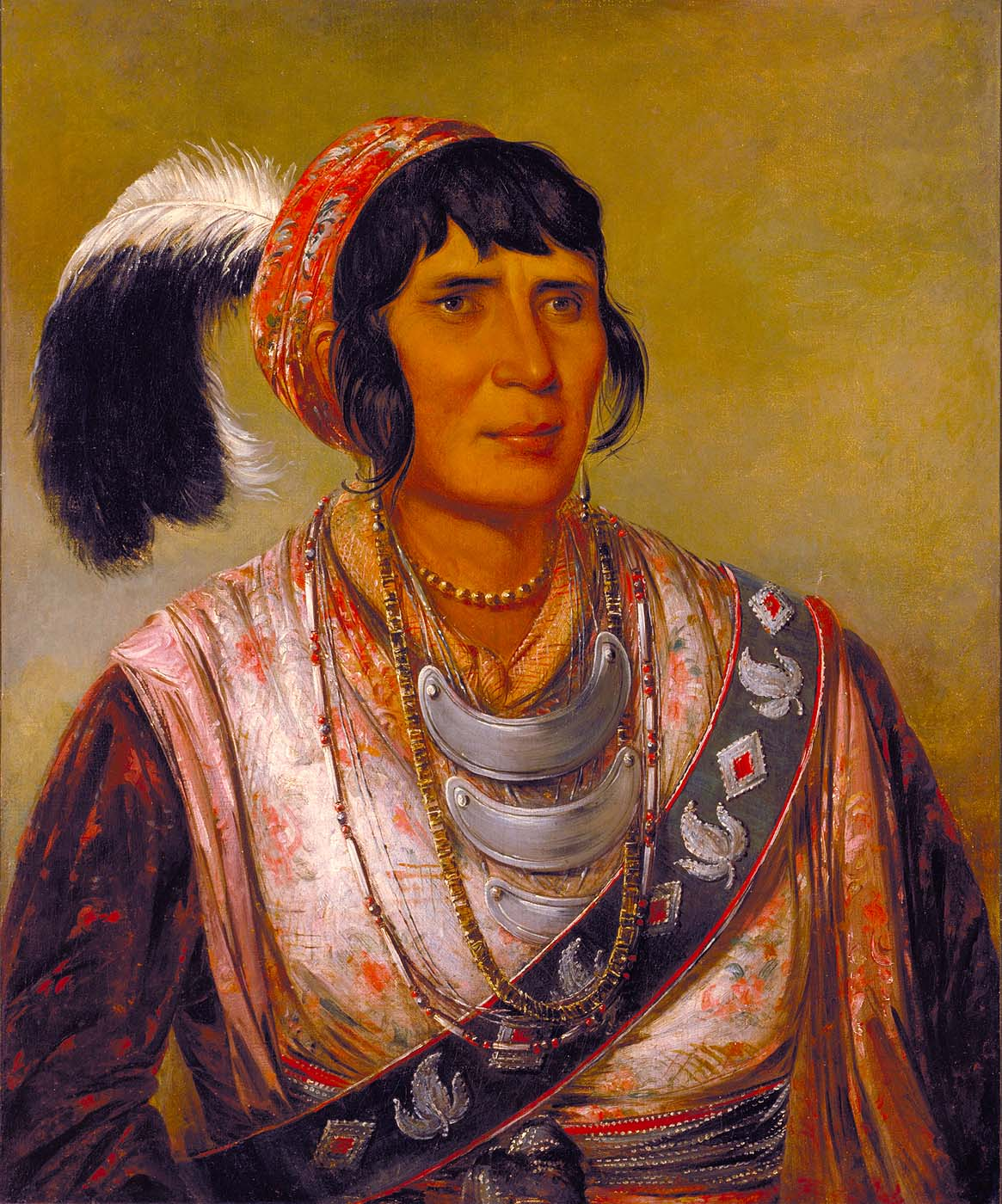
El jefe semínola Osceola (1804 – 1838), pintura de 1838.

En la primavera de 1832, los semínolas de la reserva fueron invitados a una reunión en Payne's Landing a lo largo del río Ocklawaha. El tratado negociado allí instruía a los semínolas a moverse hacia el oeste si el territorio se consideraba satisfactorio. Se decidió que emigrarían a la reserva de los Creek y se convertirían en parte de la tribu Creek. La delegación, compuesta por siete jefes que debían inspeccionar la nueva reserva, no salió de Florida hasta octubre de 1832. Después de visitar la región durante varios meses y de consultar con los Creek que ya vivían allí, los siete jefes firmaron una declaración el 28 de marzo de 1833, que consideraba el nuevo territorio satisfactorio. Sin embargo, a su regreso a Florida, la mayoría de los jefes denunciaron esta declaración, afirmando que no la habían firmado o que se habían visto obligados a hacerlo, y que en cualquier caso no estaban facultados para tomar decisiones en nombre de todas las tribus y grupos que vivían en la reserva. Sin embargo, la gente de las aldeas de la región del río Apalachicola se convenció y se trasladó al oeste en 1834.
El Senado de los Estados Unidos finalmente ratificó el Tratado de Desembarco de Payne en abril de 1834. Les dio a los semínolas tres años para mudarse al oeste del Misisipi. El gobierno interpretó estos tres años como si hubieran comenzado en 1832, y esperaba que los semínolas se hubieran ido en 1835. Fort King fue reabierto en 1834. En 1834 se nombró un nuevo agente semínola, Wiley Thompson, con la tarea de persuadir a los semínolas para que se fueran. Invitó a todos los jefes a Fort King en octubre de 1834 para hablarles sobre la salida hacia el oeste. Los semínolas informaron a Thompson que no tenían intención de irse, y que no se sentían obligados por el Tratado de Desembarco de Payne. Thompson pidió entonces refuerzos para el Fort King y el Fort Brooke, un fuerte construido en 1824 en la desembocadura del río Hillsborough en la costa occidental de Florida, informando de que "los indios, tras recibir su dotación anual, han comprado cantidades inusuales de pólvora y plomo". El oficial al mando Duncan Lamont Clinch también advirtió a Washington que los semínolas no tenían intención de irse, y que se necesitaban más tropas para obligarlos a hacerlo. En marzo de 1835, Thompson invitó a todos los jefes a leerles una carta de Andrew Jackson. En la carta, Jackson dijo: Si usted... se niega a irse, he ordenado al oficial al mando que lo traslade por la fuerza. Los jefes piden treinta días para responder. Un mes después los jefes semínolas le dijeron a Thompson que no irían al oeste. Thompson y los jefes comienzan una discusión, y el General Clinch se ve obligado a intervenir para evitar el derramamiento de sangre. Finalmente ocho de los jefes aceptaron ir al oeste, pero pidieron un aplazamiento hasta el final del año, lo que Thompson y Clinch aceptaron.

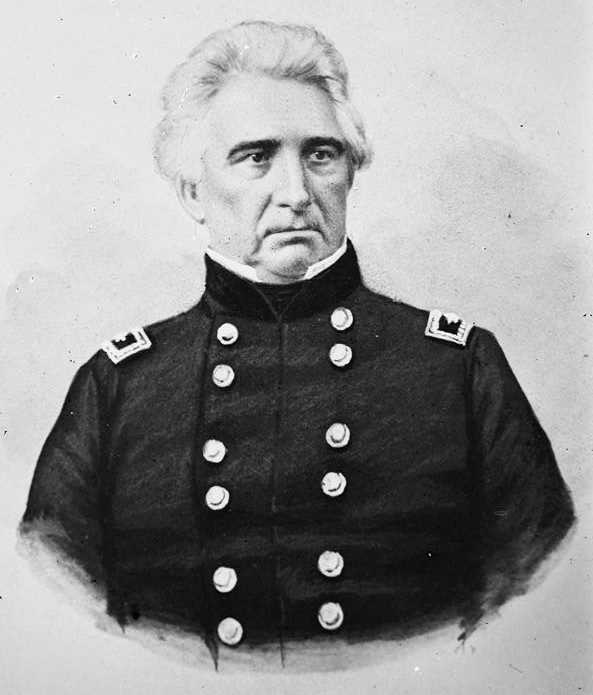
El General Duncan Lamont Clinch (1787 - 1849), retrato pintado entre 1860 y 1870.

Cinco de los más importantes jefes semínolas, incluyendo a Micanopy de los semínolas de Alachua, no aprobaron este movimiento. Como represalia, Thompson declaró que estos jefes fueron despedidos. Al deteriorarse las relaciones con los semínolas, Thompson prohibió la venta de armas y municiones a estos. Osceola, un joven guerrero que empezaba a llamar la atención de los blancos, estaba especialmente enfadado por esta prohibición, sintiendo que asimilaba a los semínolas a los esclavos, a los que no se les permitía comprar armas. Declaró: El hombre blanco no me hará negro. Haré al hombre blanco rojo con sangre; luego lo haré negro al sol y a la lluvia... y las aves de rapiña se alimentarán de su carne. A pesar de esta declaración, Thompson considera a Osceola un amigo y le da un arma. Sin embargo, más tarde, cuando Osceola causaba problemas, Thompson lo hizo encarcelar en Fort King por una noche. Al día siguiente, con el fin de obtener su liberación, Osceola aceptó cumplir el tratado de Payne y convencer a sus partidarios.
A partir de entonces, los incidentes se multiplicaron y la situación entre los estadounidenses y los amerindios siguió empeorando. Un grupo de blancos atacó a los amerindios reunidos alrededor de una fogata. Otros dos amerindios llegaron y abrieron fuego contra los blancos. Tres de ellos resultaron heridos y un amerindio muerto. En agosto de 1835, el soldado raso Kinsley Dalton, que dio su nombre al pueblo de Dalton, Georgia, fue asesinado mientras llevaba el correo de Fort Brooke a Fort King. En noviembre, el jefe Charley Emathla, que no quiso participar en el conflicto, llevó a su gente al Fuerte Brooke donde son enviados al oeste. Lo que los otros semínolas consideran una traición. Osceola alcanzó a Charley Emathla en el camino hacia el oeste y lo mató.

## Inicio del conflicto (1835 - 1836)

### La Masacre de Dade (28 de diciembre de 1835)

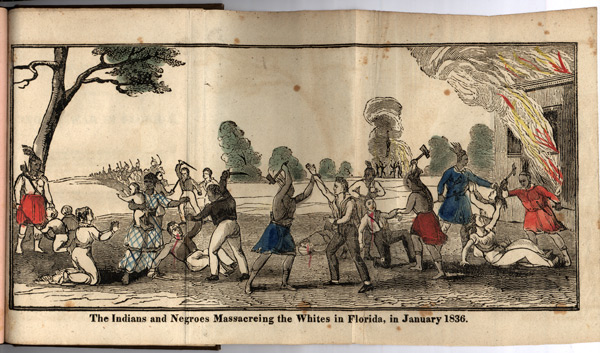
Indiens et Nègres massacrant des blancs en Floride en 1836, illustration d'un ouvrage de 1836.

Cuando La Florida se da cuenta de que los seminolas se resistirán a la deportación, comienza los preparativos para la guerra. La milicia de San Agustín pide al Departamento de Guerra que alquile 500 rifles. Quinientos voluntarios bajo el mando del general de brigada Richard K. Call se han movilizado. Grupos de amerindios lanzaron incursiones en las granjas de los colonos, las familias huyeron a los fuertes o a las ciudades, y algunos abandonaron la región por completo. Un grupo liderado por Osceola se apoderó de un convoy de suministros de la milicia de Florida, matando a ocho guardias e hiriendo a otros seis. La mayoría de los suministros fueron recuperados unos días después por la milicia en otro enfrentamiento. Las plantaciones de caña de azúcar a lo largo de la costa atlántica al sur de San Agustín fueron destruidas y muchos esclavos se unieron a los seminolas.
El ejército de los EE. UU. tenía entonces 11 compañías, unos 550 soldados, estacionados en Florida. Fort King solo tenía una compañía y se temía que pudiera ser tomada por los seminolas. Había tres compañías en el Fuerte Brooke; se esperaba que dos nuevas compañías llegaran en breve, así que se decidió enviar dos compañías al Fuerte King. El 23 de diciembre de 1835, las dos unidades, con un total de 108 hombres, salieron del Fuerte Brooke bajo el mando del Mayor Francis L. Dade. Los seminolas siguieron tranquilamente a los soldados durante cinco días. El 28 de diciembre, los emboscaron y aplastaron. Solamente tres hombres sobrevivieron a la masacre, uno de los cuales, Edwin De Courcey, fue capturado y asesinado por los seminolas al día siguiente. Los dos últimos, Ransome Clarke y Joseph Sprague, regresaron al Fuerte Brooke. Solo Clarke, que finalmente sucumbió por sus heridas algún tiempo después, dejó un relato de la batalla desde el punto de vista del Ejército. Joseph Sprague, que no fue herido y que sobrevivió, no pudo contar la historia de la batalla porque se refugió inmediatamente en un pantano cercano. Los seminolas, por su parte, sólo contaron tres muertos y cinco heridos. Ese mismo día, Osceola y sus hombres dispararon a Wiley Thompson y a seis de sus hombres en una emboscada cerca de Fort King.

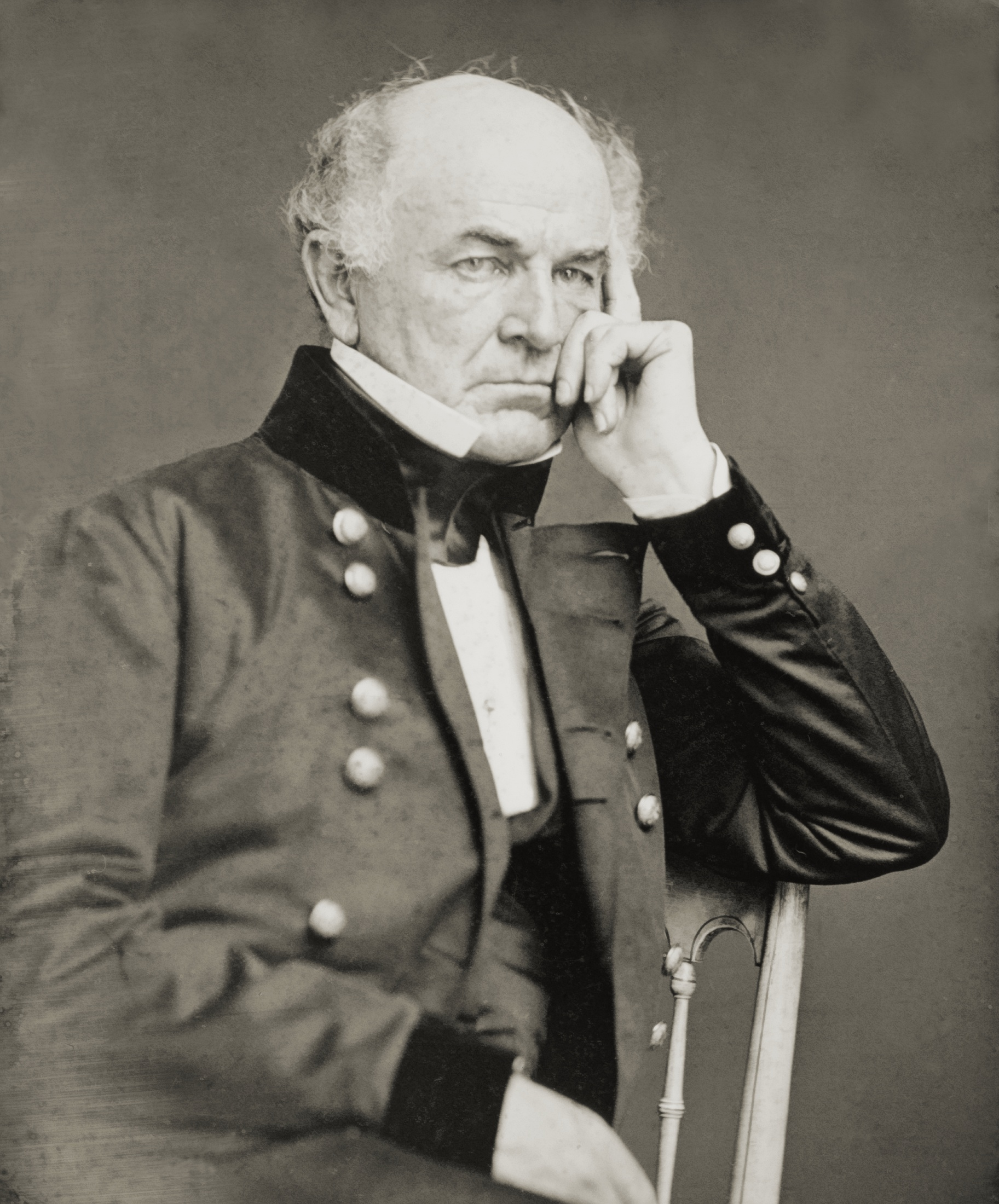
Ethan Allen Hitchcock (1798 - 1870), retrato pintado entre 1851 y 1860.

Posteriormente, el Mayor Ethan Allen Hitchcock, uno de los que encontró los restos de la «Tropa Dade» en febrero, escribió en su diario un relato detallado del descubrimiento y su desaprobación del conflicto:

El gobierno se equivoca, y esta es la principal causa del desacuerdo de los indios, que defendieron noblemente su país contra nuestro intento de imponer un tratado fraudulento. Los indios hicieron todo lo posible para evitar la guerra, pero fueron obligados a hacerlo por la tiranía de nuestro gobierno.

El 29 de diciembre, el General Clinch salió de Fort Drane (recientemente establecido en la plantación de Clinch, a unos 32 km al noroeste de Fort King) con 750 soldados, incluidos 500 voluntarios que firmaron un compromiso hasta el 1 de enero de 1836. Se dirigieron a una fortaleza seminola llamada la Ensenada de Withlacoochee, ahora el Lago Tsala Apopka, una zona con muchos lagos en la orilla suroeste del río Withlacoochee. Cuando llegaron al río, no pudieron encontrar un vado, por lo que Clinch decidió llevar a sus tropas regulares al otro lado en la única canoa que pudieron encontrar. Una vez que llegaron al otro lado, mientras descansaban, los seminolas los atacaron. La tropa sólo logró escapar lanzando una carga de bayoneta contra los amerindios, perdiendo cuatro hombres y contando 59 heridos. Los milicianos que permanecieron en la otra orilla proporcionaron cobertura al ejército mientras cruzaba el río en la otra dirección..
El 6 de enero de 1836, un grupo de seminolas atacó la plantación de William Cooley a lo largo del New River (ahora Fort Lauderdale), matando a su esposa, hijos y su tutor. Los demás residentes de esta zona de New River y del sur de la Bahía Vizcaína huyeron a Cayo Hueso. El 17 de enero, los voluntarios y los seminolas se enfrentaron al sur de San Agustín en la batalla de Dunlawton. Los voluntarios perdieron cuatro hombres y trece fueron heridos. El 19 de enero de 1836, un balandro de guerra de la Armada, el Vandalia, fue enviado desde Pensacola a la bahía de Tampa. Ese mismo día, 57 marines fueron enviados desde Key West para reforzar Fort Brooke.

### Primavera 1836

#### Expedición del general Gaines
En ese momento, el ejército regular de los Estados Unidos tenía poco más de 7500 hombres ocupando 53 instalaciones militares. Estaba dispersa a lo largo de la frontera con el Canadá, vigilando las fortificaciones costeras e intentando conducir a los nativos al territorio indio y mantenerlos alejados de los colonos blancos. La necesidad temporal de refuerzos fue satisfecha por las milicias estatales y territoriales y las unidades de voluntarios. A medida que se difundieron las noticias y los rumores de guerra, se tomaron medidas a varios niveles. Al general de división Winfield Scott se le encomendó la tarea de organizar la guerra, y el Congreso votó una asignación de 620 000 dólares. En Alabama, Georgia y Carolina del Sur se formaron compañías de voluntarios. El general Gaines reunió una fuerza de 1100 hombres, regulares y voluntarios en Nueva Orleans y se embarcó hacia el Fuerte Brooke.

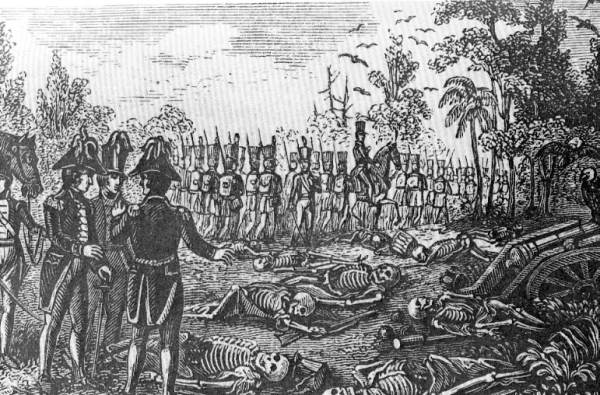
Descubrimiento de los restos del Mayor Dade y sus hombres, grabado.

Cuando Gaines llegó al Fuerte Brooke, lo encontró sin provisiones. Pensando que el general Scott había enviado suministros a Fort King, Gaines llevó a sus hombres allí. En el camino, encontraron el sitio donde Dade y sus hombres habían sido masacrados. Enterró los cuerpos en tres fosas comunes. Llegaron a Fort King después de nueve días de marcha, sólo para descubrir que él también no había recibido ningún suministro. Después de recibir siete días de suministros del General Clinch en Fort Drane, Gaines regresó a Fort Brooke. Esperando finalmente enfrentarse a los amerindios, Gaines tomó otra ruta de vuelta al Fuerte Brooke; quería enfrentarse a las hostilidades en su fortaleza en la ensenada del río Withlacoochee. Pero debido a su desconocimiento de la zona, la tropa de Gaines se encontró en el mismo lugar del río Withlacoochee que Clinch un mes y medio antes, y tardó otro día en descubrir el vado ya que se intercambiaron disparos a ambos lados del río.
Cuando finalmente intentaron cruzar el vado de Withlacoochee, el teniente James Izard fue herido de muerte. El General Gaines estaba atrapado, no podía cruzar el río, y si intentaba volver a Fort King, sus hombres se quedarían sin raciones. Por lo tanto, Gaines hizo que sus hombres construyeran una fortificación, llamada Camp Izard, y envió un mensaje al General Clinch. Gaines esperaba que los seminolas concentraran sus ataques en el Camp Izard y que las fuerzas de Clinch pudieran atacar el flanco de los amerindios, que se verían entonces atrapados en el fuego cruzado. Pero el general Scott, que estaba al mando de esta guerra, ordenó a Clinch que se quedara en Fort Drane. Los hombres de Gaines pronto se vieron obligados a comerse sus caballos y mulas ya que la batalla estaba en su octavo día. Aún en Fort Drane, Clinch pidió al general Scott que le informara de sus órdenes y le permitiera rescatar a Gaines. Clinch finalmente decidió desobedecer a Scott y se fue para unirse a Gaines un día antes de que el permiso de Scott llegara a Fort Drane. Clinch y sus hombres llegaron al Campo Izard el 6 de marzo y derrotaron a los seminolas.

#### La campaña de Scott

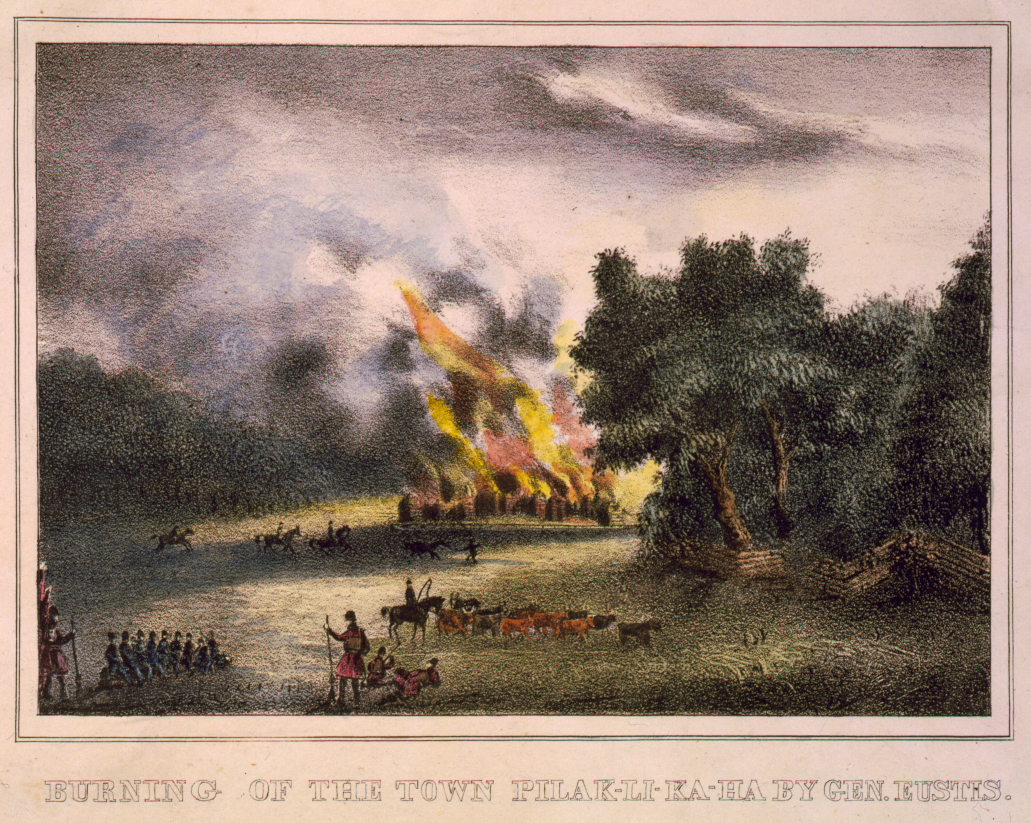
El fuego del pueblo de Pilak-li-ka-ha por el General Eustis, litografía de 1837..

El general Scott comienza a reunir hombres y equipo para una gran campaña contra los seminolas. Tres columnas, con un total de 5000 hombres, debían converger en la ensenada de los Withlacoochee, atrapando a los seminolas con una fuerza lo suficientemente grande como para derrotarlos. Scott debía acompañar a una de las columnas del General Clinch, dirigiéndose al sur desde Fort Drane. Una segunda columna, bajo el general de brigada Abraham Eustis, se dirigiría al suroeste de Volusia, un pueblo en el río San Juan. La tercera ala está a cargo del coronel William Lindsay, que se dirigirá al norte desde el Fuerte Brooke. El plan es que las tres columnas lleguen a la Caleta simultáneamente para evitar que los seminolas se escapen. Se supone que Eustis y Lindsay deben estar en su lugar el 25 de marzo para que la columna de Clinch pueda empujar a los seminolas de vuelta a sus líneas.
Fue en el camino entre San Agustín y Volusia para llegar a su posición que el General Eustis encontró el pueblo de Pilaklikaha (o Palatlakaha, también conocido como el Pueblo de Abraham, siendo Abraham un líder de los Seminolas Negros) y le prendió fuego antes de continuar su camino.
Las tres columnas se retrasaron. Eustis se retrasó dos días en dejar Volusia por un ataque de los seminolas. Las columnas de Clinch y Lindsay no están en su lugar hasta el 28 de marzo. Cruzando un territorio inexplorado, la columna de Eustis no llegó hasta el 30 de marzo. Clinch cruzó Withlacoochee el 29 de marzo para lanzar su ataque a las seminolas de la Cala, pero encontró las aldeas desiertas. La columna de Eustis sufrió una escaramuza a manos de unos pocos amerindios, que resultó en sólo unos pocos muertos y prisioneros del lado seminola, antes de llegar a su posición. El 31 de marzo, las tres columnas se quedaron sin comida y volvieron al Fuerte Brooke. El fracaso de la expedición para enfrentarse a los seminolas en la batalla fue visto como una derrota, y se culpó a la falta de tiempo para prepararse para ello.

### Retirada del ejército (abril-diciembre de 1836)

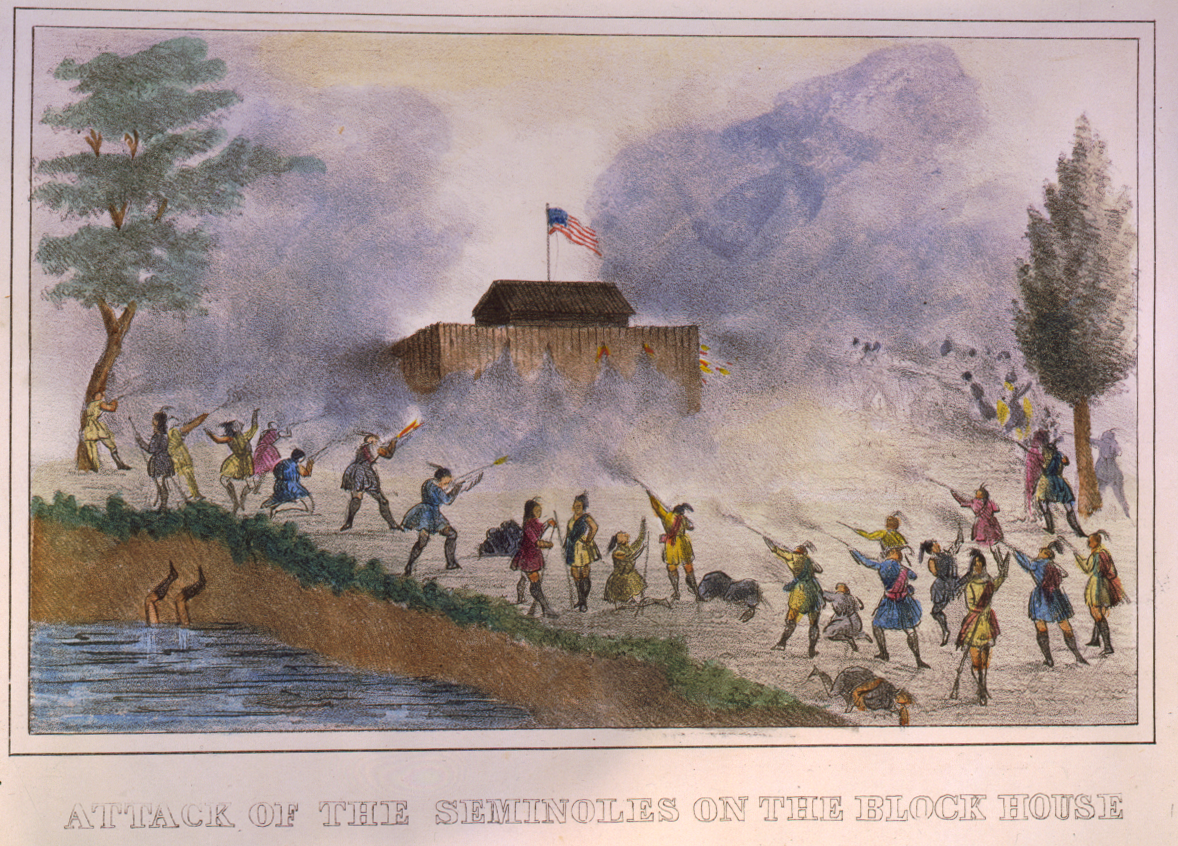
Ataque de los seminolas al fuerte, litografía de 1837., lithographie de 1837.

En abril de 1836, los seminolas atacaron muchos fuertes, entre ellos el Campamento Cooper en Cove, el Fuerte Alabama en el río Hillsborough al norte del Fuerte Brooke, el Fuerte Barnwell cerca de Volusia y el Fuerte Drane. Los amerindios también incendiaron parte de la plantación de Clinch. Después de este evento, Clinch renunció y dejó Florida. El Fuerte Alabama fue abandonado a finales de abril, luego el Fuerte King a finales de mayo. En junio, un destacamento que ocupa un fuerte en Withlacoochee tuvo que ser rescatado después de haber sido asediado durante dos días por los seminolas. El 23 de julio, el faro del Cape Florida fue atacado, quemado y no fue reparado hasta 1846. El Fuerte Drane fue abandonado en julio debido a la enfermedad de cinco de los siete oficiales y 140 hombres. Las tropas sufrieron una gran cantidad de enfermedades durante la temporada de verano: en Florida en esta época, el verano era llamado "la temporada de las enfermedades". A finales de agosto, Fort Defiance fue abandonado. Al darse cuenta de que la guerra prometía ser larga y costosa, el Congreso aprobó un aumento presupuestario de 1,5 millones de dólares y autorizó el alistamiento de voluntarios durante un año.
Richard Keith Call, que dirigió a los voluntarios como brigadier general cuando Clinch marchó en la cala del Withlacoochee en diciembre, fue nombrado gobernador del Territorio de Florida el 16 de marzo de 1836. El Gobernador Call propuso una campaña de verano, dirigida por la milicia y los voluntarios en lugar de las tropas del ejército. El Departamento de Guerra aprobó la propuesta, pero los retrasos en los preparativos hicieron que la campaña no comenzara hasta septiembre. Call también pretendía atacar la ensenada de la Withlacoochee, enviando la mayoría de los suministros al sur a la costa oeste de la península y luego trasladándolos a un depósito en Withlacoochee. El grueso de sus tropas marchó a Fort Drane, recientemente abandonado por el ejército, y luego a Withlacoochee, a donde llegó el 13 de octubre. El Withlacoochee estaba inundado, por lo que era imposible vadear el río y las tropas no podían construir balsas porque no tenían hachas. Además, los seminolas dispararon a todos los milicianos que pudieron ver desde la otra orilla. Call se dirigió al oeste a lo largo de la orilla norte del río para llegar al depósito de suministros. Desafortunadamente, el barco de vapor que trajo la mercancía se hundió en la parte baja del río y el depósito estaba mucho más al sur de lo que contaba Call. Sin más provisiones, Call llevó a sus hombres de vuelta a Fort Drane. Otra expedición contra la Caleta acababa de encallar..

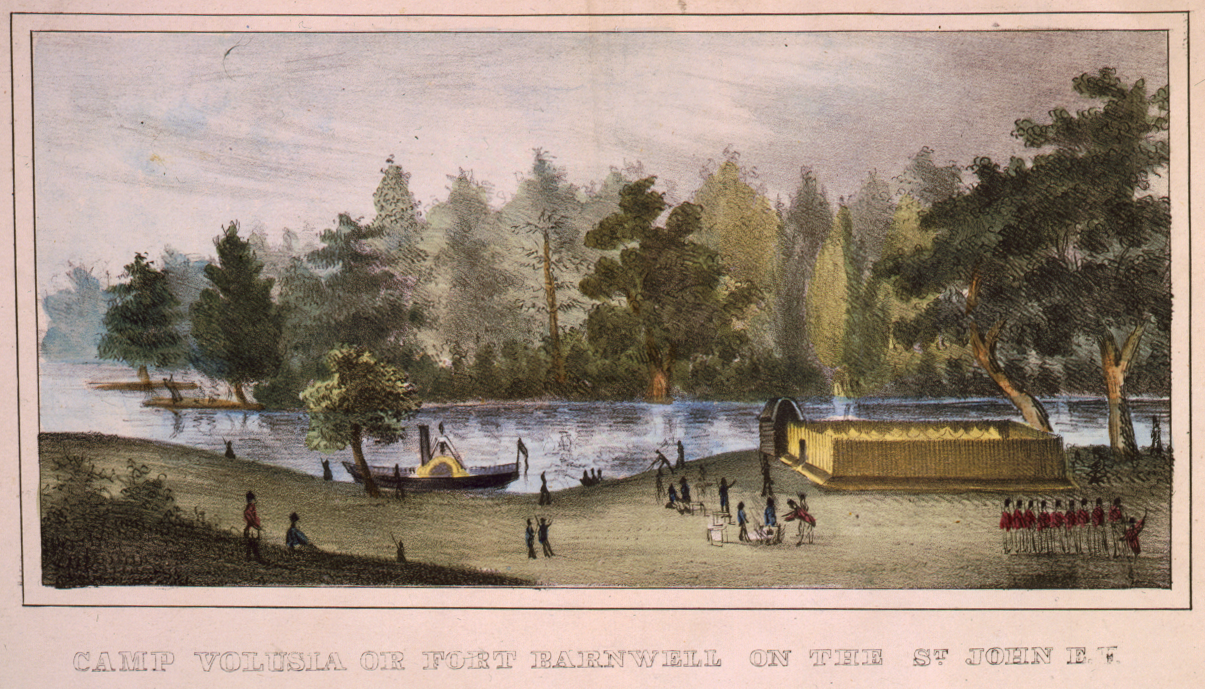
Campamento Volusia o Fuerte Barnwell en el río St. Johns, litografía de 1837.

A mediados de noviembre Call hizo otro intento. Esta vez sus tropas logran cruzar Withlacoochee, pero encuentran la cala abandonada. Call dividió sus fuerzas y subió el río por ambos lados. El 17 de noviembre, derrotaron a los seminolas que vivían en un gran campamento. Otra batalla tuvo lugar al día siguiente, y los seminolas se retiraron al pantano de Wahoo. Call reunió a sus tropas y entró en el pantano de Wahoo el 21 de noviembre. Los seminolas se opusieron a esta invasión en la batalla del pantano de Wahoo, para proteger a sus familias que viven cerca, pero finalmente tienen que retirarse al otro lado del río. El Mayor David Moniac, un mestizo de Creek que es el primer indio americano graduado de West Point, fue tiroteado por el seminola mientras intenta sondear el río en busca de un vado.
Ante el hecho de tener que cruzar un río del que no conoce la profundidad bajo el fuego enemigo, y siendo sus suministros más que limitados, Call decide retirarse a Volusia. El 9 de diciembre, Call es relevado del mando y reemplazado por el Mayor General Thomas Jesup, que lleva las tropas de vuelta al Fuerte Brooke. El alistamiento de los voluntarios se completó en diciembre y regresaron a casa.

## Tácticas del General Jesup (1836 - 1838)

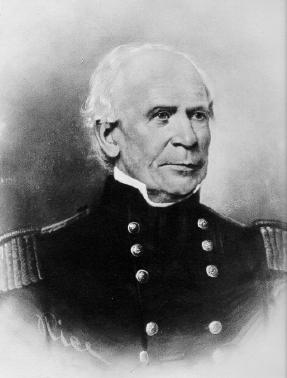
General Thomas S. Jesup (1788 - 1860).

En 1836 el ejército de los EE. UU. tenía solamente cuatro generales de división. Alexander Macomb era el comandante general del ejército de los Estados Unidos; Edmund Gaines y Winfield Scott fracasaron en su intento contra los seminolas. Thomas S. Jesup era, por lo tanto, el último general de división disponible. Acababa de reprimir un levantamiento de los Creek en el oeste de Georgia y el este de Alabama en la llamada la Guerra de los Creek de 1836, eclipsando a Winfield Scott. Jesup está considerando una nueva táctica en esta guerra. En lugar de enviar grandes columnas al campo para forzar a los seminolas a una batalla campal, se concentró en obligar a los seminolas a huir al sur. Esto requirió una fuerte presencia militar en Florida, y se las arregló para reunir a más de 9000 hombres bajo su mando. La mitad de sus fuerzas son voluntarios o milicianos. El contingente también incluye una brigada de marines, marineros de la marina y personal del Servicio de Recorte de Impuestos de los Estados Unidos que patrullan las costas y vías fluviales de Florida.
La Armada y los Marines de Ingresos también proporcionaron la logística para el Ejército, transportando hombres y suministros a los fuertes e instalaciones militares de Florida. Patrullaron a lo largo de la costa para reunir información, interceptaron seminolas y evitaron el contrabando de armas y suministros a los nativos americanos. Los marineros e infantes de marina reforzaron el personal de los fuertes. Los seminolas comenzaron la guerra con solo 900 a 1400 guerreros, y no tenían medios para compensar sus pérdidas.

### Tregua y reversión de la situación

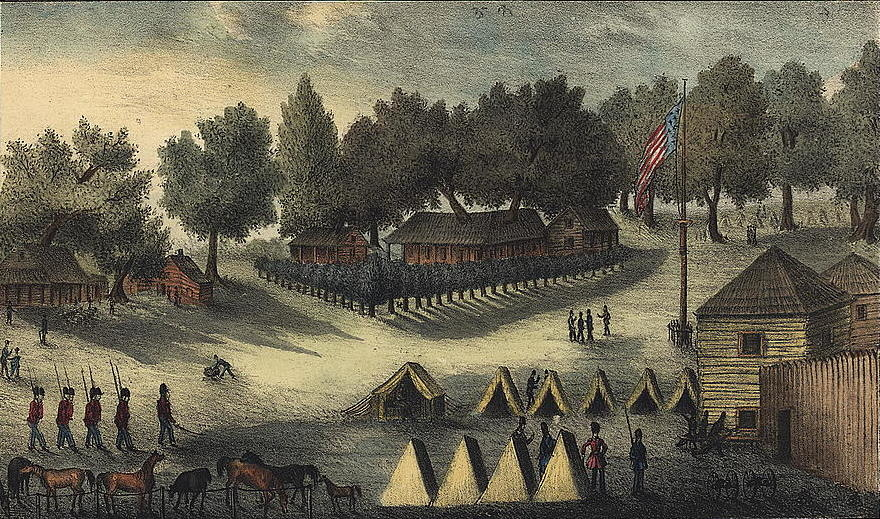
Fuerte Brooke, Tampa Bay en el Golfo de México, litografía de 1837.

Enero de 1837 marcó un cambio en esta guerra. Durante los diversos enfrentamientos fueron muertos o capturados un gran número de seminolas y seminolas negros. En la Batalla de Hatchee-Lustee, la Brigada de Marina capturó unos cuarenta seminolas y negros, en su mayoría mujeres y niños, así como cien caballos de carga y más de mil cabezas de ganado. A finales de enero, algunos jefes seminolas envían mensajeros a Jesup, y se concluye una tregua. Sin embargo, la lucha no se detiene inmediatamente, y Jesup y los jefes no se reúnen hasta finales de febrero. En marzo, muchos jefes, incluido Micanopy, firmaron un acta de rendición en la que se estipulaba que los seminolas podían ir acompañados, en su nuevo territorio occidental, por sus aliados y "sus negros" a los que consideraban de su propiedad.
Cuando los seminolas comenzaron a llegar a los campos del ejército para esperar su transporte al oeste, los cazadores de esclavos reclamaron a los negros que vivían con ellos. Como los seminolas no tenían escrituras de propiedad, solían perder en los tribunales. Otros blancos intentaron hacer arrestar a los seminolas con el pretexto de crímenes o deudas. Todo esto hace que los nativos americanos sospechen de las promesas hechas por Jesup. Por otro lado, muchos guerreros llegan a los campos sin sus familias, y parecen estar principalmente interesados en recoger provisiones. Hacia finales de mayo muchos líderes, incluyendo a Micanopy, se rindieron; sin embargo, los dos líderes importantes, Osceola y Sam Jones, se niegaron a rendirse y todavía se opusieron a la deportación. El 2 de junio estos dos líderes y unos 200 guerreros entraron en el Fuerte Brooke y salieron con 700 seminolas que se habían rendido. La guerra se reanudó y Jesup ya no confió en la palabra de los amerindios.
Sin embargo, la guerra no se reanuda inmediatamente a gran escala. El General Jesup había imaginado que la rendición de tantos seminolas significaba el fin de la guerra y por lo tanto no había planeado el resto de la campaña. Muchos soldados fueron reasignados a otros lugares, y los milicianos y voluntarios volvieron a casa. También era verano, la "temporada de la enfermedad", y el Ejército no luchó muy agresivamente durante esta temporada en Florida. Además, el "pánico de 1837" redujo significativamente los ingresos del Estado, pero el Congreso aun así concedió otros 1,6 millones de dólares para la guerra. A pesar de ello, en agosto, el Ejército ya no podía alimentar a los civiles que se habían refugiado en sus fuertes y tuvo que dejar de distribuirles raciones de alimentos.

### Banderas blancas y capturas

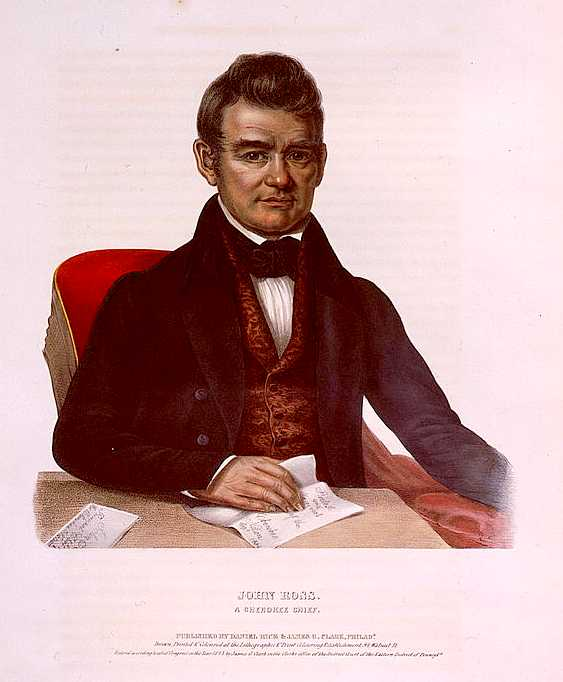
John Ross, un jefe cherokee, litografía 1843.

Jesup mantiene la presión sobre los seminolas enviando pequeñas unidades al campo. Muchos negros que viven con los seminolas comienzan a rendirse. Después de cambiar varias veces de opinión sobre la política a seguir hacia los esclavos fugitivos, Jesup finalmente decide enviarlos con los seminolas al territorio indio. En septiembre de 1837, el ejército y la milicia capturaron un grupo de Mikasukis, incluyendo al Rey Felipe, uno de los principales líderes de Florida. La noche siguiente, también capturaron a un grupo de Yuchis y a su jefe, Yuchi Billy.
Jesup hizo que el Rey Felipe enviase un mensaje a su hijo Coacoochee ("Gato salvaje") para organizar una reunión con él. Cuando Coacoochee llegó bajo la protección de una bandera blanca, Jesup hizo que lo arrestasen. En octubre, Osceola y Coa Hadjo, otro jefe, pidió negociar con Jesup. Se organizó una reunión al sur de San Agustín. Cuando Osceola y Coa Hadjo se presentaron bajo la protección de una bandera blanca, fueron a su vez arrestados. Osceola murió en prisión tres meses después en Fort Moultrie, Carolina del Sur. Sin embargo, algunos seminolas capturados lograron escapar, como el Rey Felipe, Coacoochee y John Cavallo, un líder seminola negro.
Una delegación de cherokees vino a Florida para convencer a los seminolas de que se mudaran al oeste. Cuando Miconpy y otros vinieron a conocer a los Cherokees, Jesup hizo que los arrestaran. John Ross, el jefe de la delegación Cherokee protestó, pero sin éxito. Jesup respondió que no prometió a los cherokees que los seminolas que vinieron se irían libres.

### Zachary Taylor y la batalla del lago Okeechobee (25 de diciembre de 1837)

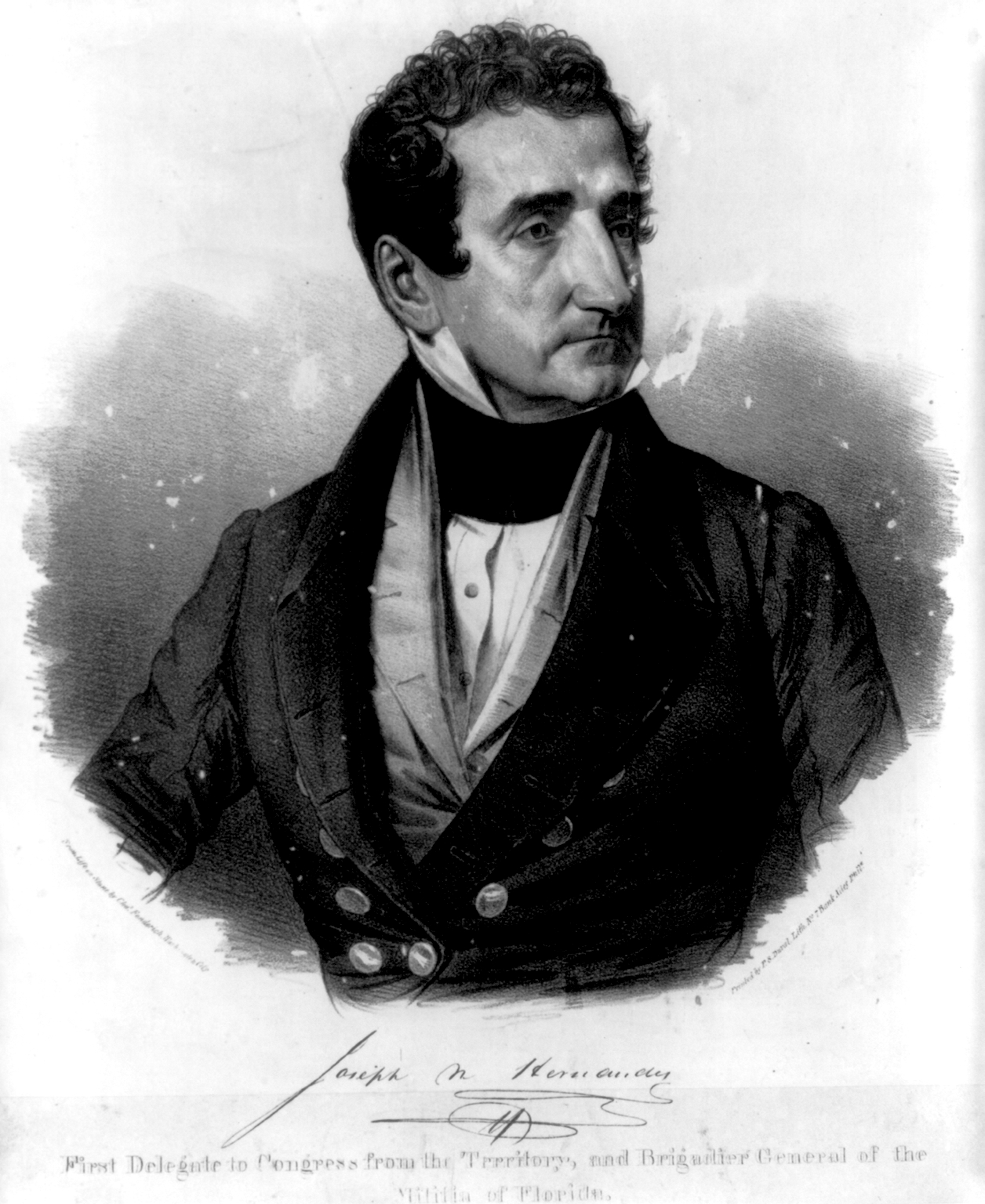
José Mariano Hernandez (1793 - 1857).

Jesup disponía ahora de un gran ejército de voluntarios que vienen de lejos, como de Misuri o Pensilvania. Tantos hombres que tiene problemas para alimentarlos a todos. El plan de Jesup es barrer la península con varias columnas que empujarán a los seminolas hacia el sur. El general José Mariano Hernandez dirigió una columna en la costa este. El General Eustis dirige su columna a lo largo del río San Juan hacia el sur. El Coronel Zachary Taylor descendió desde el Fuerte Brooke hasta el centro, siguiendo el río Kissimmee y luego el río de la Paz. Otras unidades despejaron las zonas entre los ríos Saint Johns y Ocklawaha, Withlacoochee y Caloosahatchee. Una unidad combinada del ejército y la marina patrulló la parte baja de la costa este de Florida y otras tropas en el norte del territorio para impedir las incursiones seminolas.
El coronel Taylor salió de Fort Gardiner (cerca de Kissimmee) con 1000 hombres el 19 de diciembre y se dirigió al lago Okeechobee. En los dos primeros días, se rindieron 90 seminolas. El tercer día, Taylor se detuvo para construir el Fuerte Basinger, donde dejó a los enfermos y suficientes hombres para vigilar a los seminolas rendidos. Tres días después, el día de Navidad de 1837, la columna de Taylor se topó con el grueso de las tropas seminolas en la orilla norte del lago Okeechobee.
Los seminolas, liderados por Alligator, Sam Jones y Coacoochee, tomaron posición en un hammock , una densa arboleda que crece en un pantano, común en Florida y especialmente en los Everglades, rodeada de serrín (literalmente "serrín"). El suelo es suelto y fangoso y la hierba de la sierra corta y quema fácilmente la piel. Taylor tiene unos 800 hombres, mientras que los seminolas son menos de 400. Taylor envió primero a los voluntarios de Misuri. El coronel Richard Gentry, otros tres oficiales y más de veinte hombres fueron asesinados antes de que los voluntarios se retiraran. Luego fue el turno de 200 soldados del 6.º Regimiento de Infantería, que perdió 40 oficiales y casi el 40% de su fuerza antes de interrumpir los combates. Los 160 hombres de la 4.ª Infantería avanzaron, reforzados por los supervivientes de la 6.ª Infantería y voluntarios de Misuri. Esta vez las tropas fueron capaces de desalojar a los seminolas de la hammocks  y empujarlos de nuevo hacia el lago. Taylor atacó entonces su flanco con sus reservas, pero los seminolas lograron escapar por el lago. Sólo una docena de seminolas murieron en la batalla, pero la batalla del lago Okeechobee es sin embargo celebrada como una gran victoria para Taylor y el ejército.

### Batalla de Loxahatchee (15 de enero de 1838)

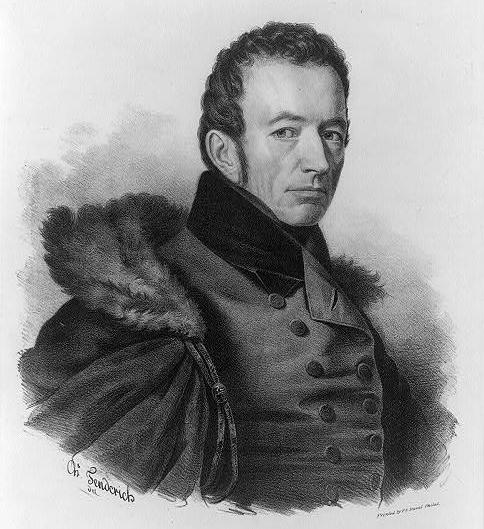
Joel Roberts Poinsett (1779 – 1851), secretario de Guerra.

Taylor se une a las otras columnas, comandadas por el General Jesup, que descienden al sur de la península, en la orilla oriental del Lago Okeechobee. Las tropas a lo largo del río Caloosahatche bloquean cualquier paso hacia el norte en la orilla oeste del lago. El 15 de enero, la unidad combinada del Ejército y la Marina de 80 hombres, comandada por el teniente Levin Powell, patrullando a lo largo de la costa, se encuentra virtualmente rodeada frente a un campamento seminola. Una carga contra los seminolas no tiene éxito, pero las tropas logran retirarse a sus barcos después de perder cuatro hombres y unos veinte heridos. A finales de enero, las tropas de Jesup se encuentran con un gran grupo de seminolas en la orilla oriental del lago Okeechobee. Los seminolas volvieron a tomar posición en una hamaca; el ejército los desalojó con fuego de cañón, tras lo cual tomaron posición cerca de un arroyo y luego desaparecieron, habiendo vuelto a causar más bajas de las que ellos mismos habían sufrido. Así termina la batalla de Loxahatchee.
29 En febrero de 1838, los jefes seminolas Tuskegee y Halleck Hadjo propusieron a Jesup el cese de las hostilidades si les permitía permanecer al sur del lago Okeechobee. Jesup estuvo de acuerdo, previendo la interminable lucha necesaria para capturar a los seminolas en los Everglades, y calculando que sería más fácil identificarlos más tarde cuando estas tierras fueran codiciadas por los colonos. Sin embargo, Jesup tuvo que remitir el asunto a Washington para obtener la aprobación del gobierno. Los jefes y sus grupos acamparon con el ejército mientras esperaban una respuesta, y la confraternización tuvo lugar entre los dos campos. El Secretario de Guerra, Joel Roberts Poinsett, sin embargo, rechazó el acuerdo propuesto y ordenó a Jesup que continuara su campaña. Cuando recibió la respuesta de Poinsett, convocó a los jefes a su campamento, pero ellos rechazaron la invitación. No queriendo ver a 500 seminolas volver a los pantanos, Jesup envió la tropa para hacerlas prisioneras. Los seminolas ofrecían poca resistencia, sin duda porque estaban cansados de la lucha.

## Zachary Taylor y luego Walker Keith Armistead reemplazan a Jesup (1838 - 1841)
Jesup entonces pidió ser relevado de su mando. Al acercarse el verano de 1838, las tropas en Florida eran sólo 2300 hombres. En abril, Jesup es informado de que puede reasumir su posición como intendente general del ejército. En mayo, Zachary Taylor, ahora general, toma el mando de las fuerzas armadas en Florida. Con sus fuerzas reducidas, Taylor trabaja para evitar que los seminolas regresen a la parte norte de la península para permitir que los colonos vuelvan a casa. Sin embargo, los seminolas lograron frustrar el plan y en julio una familia fue asesinada en el río Santa Fe, otra cerca de Tallahassee y dos familias en Georgia. Los combates se volvieron más raros durante el verano, se trajeron soldados a lo largo de la costa y los seminolas trabajaron en sus campos para asegurar su subsistencia para el próximo invierno..
Taylor planeó construir fuertes muy espaciados en todo el norte de Florida, unidos por caminos de carros, y luego construir fuertes más grandes en algunas áreas. El plan es costoso, pero el Congreso vuelve a votar para aumentar el presupuesto. En octubre de 1838, Taylor consiguió deportar a las últimas reservas del oeste a los últimos nativos americanos que vivían a lo largo del río Apalachicola. Los asesinatos en Tallahassee le obligaron a retirar las tropas del sur para proteger el norte. La temporada de invierno fue relativamente tranquila. Sólo unos pocos seminolas fueron asesinados y menos de 200 son enviados al oeste, mientras que nueve soldados murieron en estas operaciones. En la primavera de 1839, Taylor informó que sus hombres habían construido 53 fortificaciones y abierto 1365 km de caminos para carros.

### La paz de Macomb y la masacre de Harney (19 de mayo y 23 de julio de 1839)

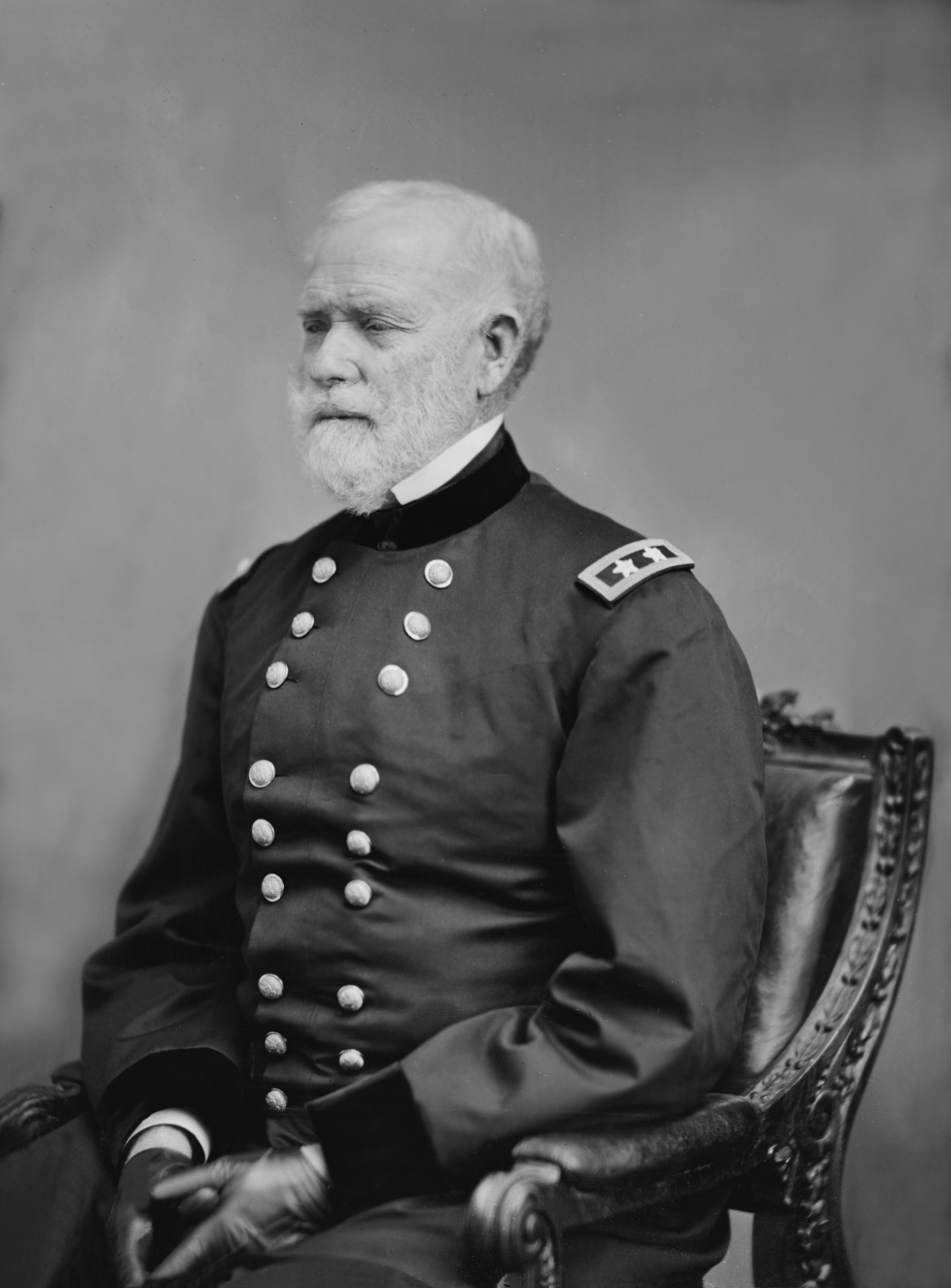
William S. Harney (1800 - 1889), retrato realizado en 1870.

En Washington y en todo el país, el apoyo a la guerra estaba empezando a erosionarse. A pesar del aumento del tamaño del ejército para apoyar las operaciones en Florida, los resultados son escasos y muchos empiezan a creer que los seminolas se han ganado el derecho a permanecer en Florida. También está claro que expulsar a todos los seminolas de Florida seguirá siendo largo y muy costoso. El Congreso votó entonces una asignación de 5000 dólares para abrir negociaciones con los Seminolas. El presidente Martin Van Buren envió al comandante general del ejército de los Estados Unidos, Alexander Macomb, a negociar un nuevo tratado. Los seminolas no tienen prisa en responder a esta oferta de un nuevo tratado; tienen en mente las promesas rotas del pasado. Finalmente, Sam Jones envió a su sucesor designado, Chitto Tustenuggee, para reunirse con Macomb. El 19 de mayo de 1839, Macomb anunció que se había llegado a un acuerdo y que los seminolas dejarían de luchar a cambio de una reserva en el sur de Florida.
A medida que el verano avanzaba, la paz parecía mantenerse. Algunos asesinatos parecen ser obra de jóvenes guerreros indisciplinados o incluso de forajidos blancos. Se estableció un puesto de comercio en la orilla norte del río Caloosahatchee y los seminolas que van allí parecen pacíficos. Un destacamento de 23 soldados fue asignado para vigilar el puesto de comercio, bajo el mando del Coronel William S. Harney. El 23 de julio, unos 150 amerindios atacaron el puesto de comercio y su guarnición. Unos pocos soldados, incluido el Coronel Harney, lograron llegar al río y cruzarlo en barca para escapar, pero la mayoría de los hombres y muchos civiles murieron. La guerra acababa de reanudarse.
El grupo de amerindios que perpetró el ataque no está claramente identificado. Muchos acusaron a los "indios españoles" liderados por Chakaika. Algunos, sin embargo, sospechaban de Sam Jones, cuyo grupo de Mikasukis fue uno de los que negoció con Macomb. Sam Jones promete entregar a los responsables del ataque a Harney dentro de 33 días. Mientras tanto, los Mikasukis de Sam Jones acampados cerca de Fort Lauderdale se mantuvieron en buenos términos con los soldados estacionados allí. El 27 de julio, los oficiales del fuerte fueron invitados a una fiesta en el campamento Mikasuki. Los oficiales declinaron la invitación pero enviaron dos hombres y un intérprete negro con un barril de whisky. Los soldados fueron muertospor disparos pero el intérprete logró escapar y reportó al fuerte que Sam Jones y Chitto Tustenuggee estaban involucrados en el ataque. En agosto, los seminolas llevaron a cabo operaciones hasta Fort White en el norte de Florida.

### Nuevas tácticas

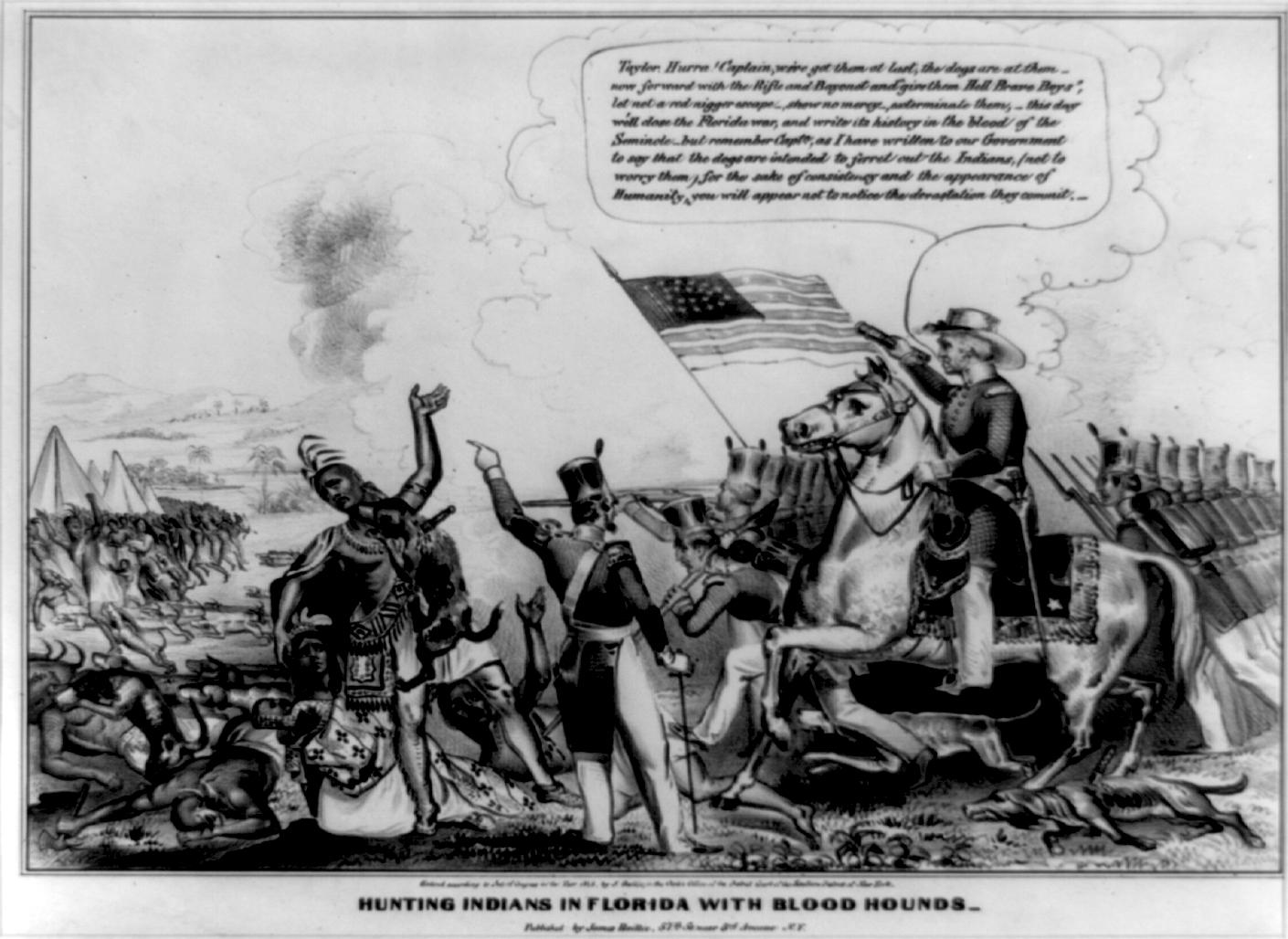
Cuadro que dramatiza las tácticas de los sabuesos utilizados por Zachary Taylor durante la guerra. 1848

Como los esfuerzos del ejército no tuvieron éxito, se decidió utilizar un nuevo método utilizando sabuesos (perros de caza mayor) para cazar seminolas. Aunque el General Taylor pidió y recibió permiso para adquirir estos perros en 1838, no lo había hecho. El gobierno territorial de Florida compró algunos sabuesos de Cuba a principios de 1840 y también contrató los servicios de maestros caninos cubanos. Aunque las primeras pruebas con los perros dieron resultados mixtos, la opinión pública americana estaba preocupada de que los perros pudieran matar o mutilar a los seminolas, especialmente a las mujeres y los niños. El Secretario de Guerra se vio obligado a emitir una orden de servicio que estipulaba que los perros debían ser mantenidos con correa y amordazados durante la caza. Más tarde resultó que los perros no pudieron seguir un rastro a través de los humedales de Florida y que los seminolas no tuvieron problemas para perderlos.
En el norte de Florida, los fuertes de Taylor y el sistema de patrullas obligaron a los seminolas a desplazarse con frecuencia, pero no lograron expulsarlos del territorio. No es raro que los viajeros sean emboscados. El 13 de febrero de 1840, el carruaje de correo entre San Agustín y Jacksonville fue atacado. En mayo, los seminolas atacan una compañía de teatro cerca de San Agustín, matando a seis personas. En el mismo mes un destacamento de cuatro hombres que se desplazaban entre fuertes en el condado de Alachua es atacado; uno es asesinado y otros dos están desaparecidos. Una patrulla de dieciocho hombres persiguió a los amerindios, pero seis de ellos fueron asesinados.

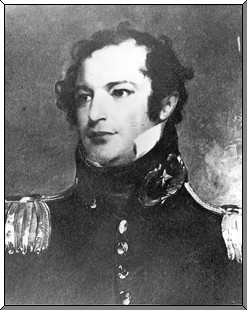
Walker Keith Armistead (1785 – 1845).

En mayo de 1840, Zachary Taylor, habiendo servido más tiempo que todos sus predecesores en Florida, hizo que su petición de traslado fuera aceptada. Fue reemplazado por el General de Brigada Walker Keith Armistead, que había servido anteriormente en Florida como asistente del General Jesup. Armistead toma inmediatamente la ofensiva y envía cien soldados en busca de los seminolas y sus campamentos. Por primera vez, el Ejército lanza una campaña en Florida durante la temporada de verano, tomando prisioneros, destruyendo cosechas y edificios. Los seminolas no fueron superados y mataron a 14 soldados en julio  del 2003. El ejército continuó su búsqueda, quemando campos y confiscando caballos, ganado y cerdos.
Armistead confió la defensa de Florida al norte de Fort King a 1500 milicianos y voluntarios, mientras que el ejército regular confinó a los seminolas al sur de Fort King y los persiguió sin descanso. Se descubrieron y destruyeron campamentos ocultos y cultivos agrícolas en todo el centro de Florida, y a mediados del verano el Ejército había destruido más de 2 km² de cultivos de seminolas. Para apoyar las operaciones al sur de Fort King, el 8.º Regimiento de Infantería fue enviado a Florida. En el lugar, las tropas estaban compuestas ahora por 10 compañías del 2.º regimiento de dragones, 9 compañías del 3.º regimiento de artillería (en), y el 1.º, 2.º, 3.º, 6.º, 7.º y 8.º regimientos de infantería.
En el sur, en Fort Bankhead en Key Biscayne, el Coronel Harney instituyó un programa de entrenamiento intensivo para sus hombres en técnicas de guerra de pantanos y selva. La Armada tomó una mayor parte en esta guerra con marineros e infantes de marina subiendo ríos y patrullando los Everglades.

### LaMosquito Fleet(1839 - 1841)
En los primeros años de la guerra, el Teniente de la Marina Levin Powell dirigió una fuerza armada combinada de la Marina y el Ejército. Con unos doscientos hombres, opera a lo largo de las costas. A finales de 1839, el teniente de navío John T. McLaughlin recibió el mando de una fuerza combinada anfibia similar que operaba en Florida, pronto conocida como la Flota de los Mosquitos. Equipada con goletas en alta mar y barcazas cercanas a tierra, su función era interceptar a los traficantes cubanos y bahameños que llevaban armas y otros suministros a los seminolas. Pequeñas embarcaciones y canoas patrullan los ríos y los Everglades. McLaughlin estableció su cuartel general en Tea Table Key en el norte de Florida Keys.
40 En abril de 1840, una expedición intentó cruzar los Everglades de oeste a este, pero marineros e infantes de marina fueron atacados por los seminolas en el punto de encuentro de Cabo Sable. Aunque oficialmente no se registraron muertes en el, muchos marineros se enfermaron y la expedición fue cancelada. Los enfermos fueron transportados a Pensacola, y durante los siguientes meses los hombres del teniente McLaughlin exploraron los arroyos y ríos del sur de Florida. McLaughlin hizo otro intento en diciembre de 1840, cruzando los Everglades en canoa de este a oeste. Terminando su viaje a mediados de enero de 1841, él y sus hombres se convirtieron en los primeros hombres blancos en hacer la travesía.

### El ataque a Indian Key (7 de agosto de 1840)
Indian Key es una pequeña isla situada en el norte del archipiélago de los Cayos de Florida. En 1836 se convirtió en la sede del recién formado Condado de Dade y en un puerto de naufragios. A pesar de la amenaza de los amerindios de la región, los habitantes de Indian Key permanecieron allí para proteger sus propiedades y para permanecer cerca de los Cayos Superiores, donde se producen frecuentes naufragios. Poseían seis cañones y crearon su propia compañía de milicia. La Marina estableció la cercana base de Tea Table Key.
Temprano, en la mañana del 7 de agosto de 1840, una gran tropa de "indios españoles" se coló en Indian Key. Un hombre estaba despierto y dio la alarma cuando vio a los amerindios. De los 50 o más habitantes de la isla, unos 40 lograron escapar. Entre los muertos se encuentra el Dr. Henry Perrine, ex cónsul de los Estados Unidos en Campeche, México, que estaba esperando en Indian Key, a salvo, pensó, para tomar posesión de una propiedad de 93 kilómetros cuadrados que el Congreso le había asignado en el corazón de la península de Florida.
La base naval de Tea Table Key había sido despojada de su personal para una operación en la costa suroeste de Florida, dejando sólo al médico, sus pacientes y cinco marineros bajo el mando de un aspirante. Este pequeño contingente montó rápidamente unos cuantos cañones en barcazas e intentó un ataque contra los amerindios instalados en Indian Key. Los amerindios disparan a las barcazas con uno de los cañones del pueblo. Los marineros toman represalias a su vez, pero el retroceso de los cañones rompe sus barcazas que se hunden. Entonces deben retirarse. Los amerindios incendiaron la aldea después de haberla saqueado cuidadosamente.

### Venganza y negociaciones (finales de 1840 - principios de 1841)

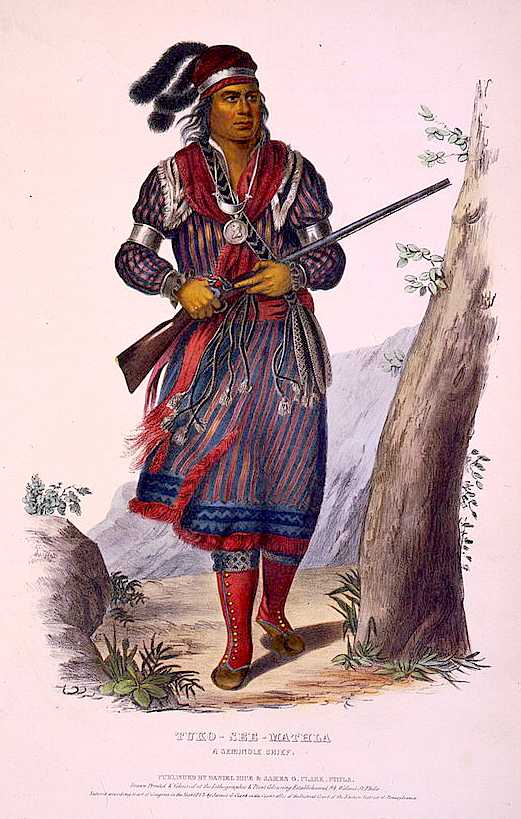
Tuko-See-Mathla, un jefe seminola, litografía de 1843

En diciembre de 1840 el Coronel Harney finalmente se vengó de la humillación que había sufrido en Caloosahatchee, llevando a 90 hombres desde Fort Dallas en el río Miami hasta los Everglades en canoas operadas por los Marines. Son liderados por John, un hombre negro que fue prisionero de los seminolas por mucho tiempo. La columna se encontró con los amerindios y les dio caza; atrapando a unos pocos y colgaron a los hombres. Cuando John tenía problemas para encontrar su camino, Harney intentó obligar a las mujeres seminolas a llevarlas a su campamento, amenazándolas varias veces con colgar a sus hijos. Sin embargo, John encontró su camino de regreso, y la tropa de Harney encontró el campamento de Chakaika y los "indios españoles". Vestidos como amerindios, los soldados se acercaron al campamento al amanecer y lo atacaron por sorpresa. Chakaika no estaba presente; cuando oyó el clamor de la batalla, corrió a enfrentarse a los soldados, extendiendo su mano en paz, pero LE disparÓ por uno de los soldados. La lucha fue corta, pero algunos amerindios lograron escapar. Harney cuelga a dos de los guerreros capturados y el cuerpo de Chakaika a su lado. Harney y sus hombres regresaron a Fort Dallas después de doce días en los Everglades. Perdieron un hombre, dispararon a cuatro amerindios y colgaron a otros cinco. El Consejo Legislativo de Florida recomendó a Harney para una citación y una espada, y fue rápidamente nombrado comandante de los Segundos Dragones.
Armistead disponía de 55 000 dólares para sobornar a los jefes para que se rindieran. En noviembre de 1840, se reunió en Fort King Thlocklo Tustenuggee Tiger Tail (francés: "Queue de Tigre"), un orador de Muskogee, y Halleck Tustenuggee, un orador de Mikasuki, en Fort King. Armistead les ofrece a cada uno 5.000 dólares para dirigir su tribu hacia el oeste. Después de ser invitados por el ejército durante dos semanas, los dos jefes rechazan la oferta y se van. Eco Emathla, un jefe de Tallahassee, se rinde, pero la mayoría de sus hombres siguen a Cola de Tigre. Los Mikasukis, dirigidos por Coosa Tustenuggee y Halleck Tustenuggee, siguen operando en el norte de la península de Florida. Coosa Tustenuggee finalmente acepta los 5.000 dólares para llevar a los 60 hombres y mujeres de su tribu hacia el oeste. Los jefes más pequeños recibieron 200 dólares y cada guerrero recibió 30 dólares y un rifle. Coacoochee se aprovechó de la voluntad de armisticio para negociar. En marzo de 1841, acepta llevar a su gente al oeste en dos o tres meses. Luego fue a varios fuertes, con su pase proporcionado por Armistead, y pidió comida y licor. Durante una visita a Fort Pierce, incluso pidió un caballo para ir a Fort Brooke. El comandante del fuerte se lo dio, junto con varios litros de whisky.
En la primavera de 1841, Armistead envió 450 seminolas al oeste, con 236 más esperando en el Fuerte Brooke para su transporte. Armistead estima que 120 guerreros han sido enviados al oeste desde que tomó el mando y que más de 300 han dejado Florida. En mayo de 1841, Halleck Tustenuggee envió un mensaje indicando que él y sus hombres querían rendirse.

## El Coronel Worth toma el relevo (1841 - 1842)

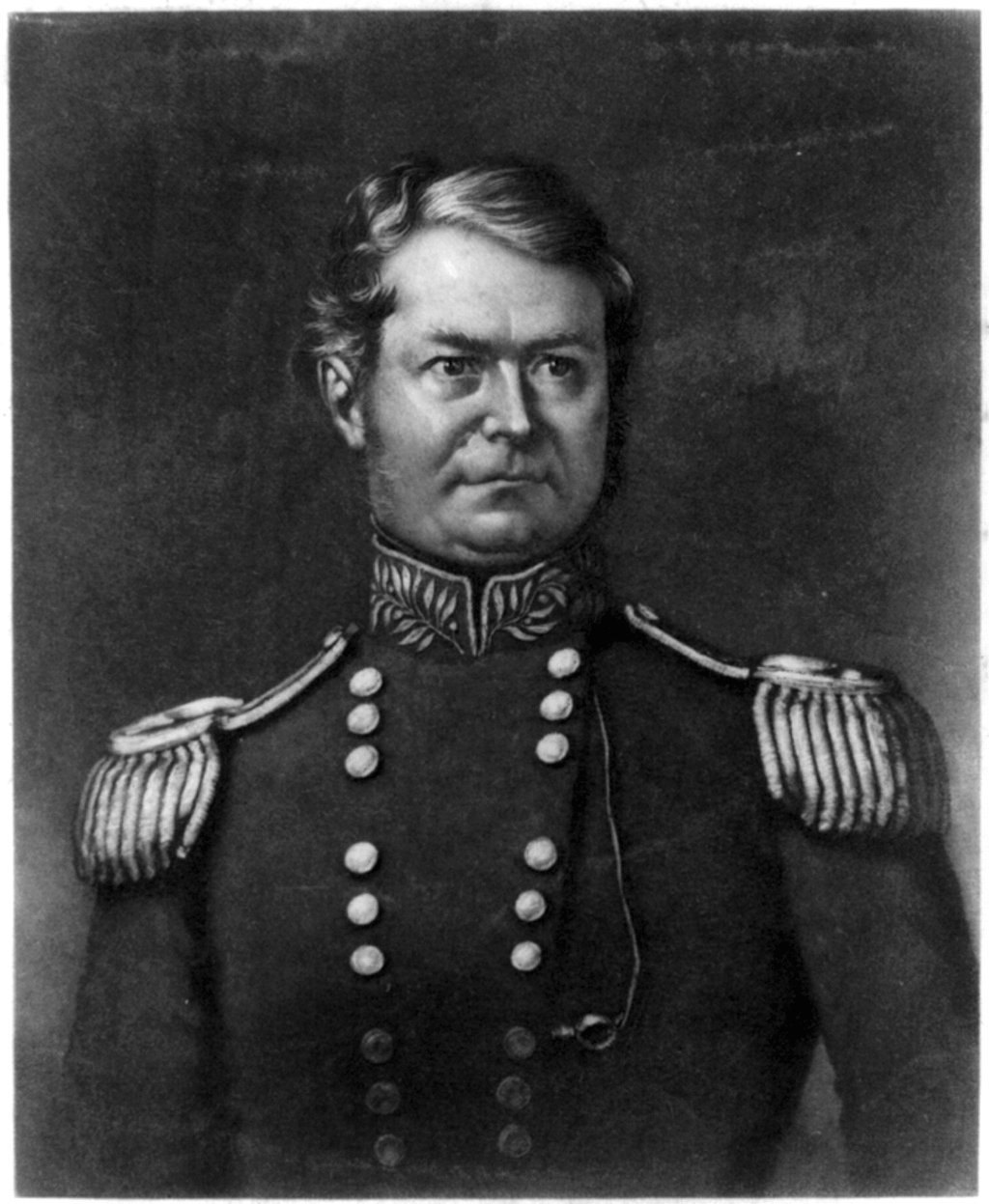
William Jenkins Worth (1794 - 1849), retrato de John Sartain en 1848.

En mayo de 1841, Armistead fue reemplazado por el coronel William Jenkins Worth como comandante de las fuerzas armadas en Florida. Debido a la creciente impopularidad de la guerra en el país y en el Congreso, Worth tuvo que recortar. La guerra costó 93 300 dólares al mes, además de la paga de los soldados del ejército regular. John T. Sprague, el ayudante de campo de Worth, incluso afirmó que algunos civiles intentaron deliberadamente prolongar la guerra para permanecer en la nómina del gobierno. Cerca de mil empleados civiles fueron despedidos, pero al mismo tiempo se reforzaron pequeños destacamentos de tropas. Worth entonces lanzó una operación en el verano que hoy en día se describiría como búsqueda y destrucción dentro del ejército de los Estados Unidos. Logró expulsar a los seminolas de su fortaleza en la ensenada de la Withlacoochee y de prácticamente todo el norte de Florida.44,45 El éxito de Worth en esta operación lo llevó a expulsar a los seminolas de su fortaleza en la ensenada de la Withlacoochee y de prácticamente todo el norte de Florida..
El 1 de mayo de 1841, el teniente William Tecumseh Sherman recibió la orden de escoltar a Coacoochee a Fort Pierce para una entrevista. Después de vestirse lo mejor que pudo, Coacoochee le pidió a Sherman que cambiara un billete de un dólar del Banco de Tallahassee por un dólar de plata. En la reunión, el Mayor Thomas Childs le dio a Coacoochee treinta días para llevar a su gente al fuerte, desde el cual sería transportado al oeste. Durante un mes, los hombres de Coacoochee eran libres de entrar y salir del fuerte. El Thomas Childs percibe que Coachoochee no cumplirá su palabra y se le da permiso para arrestarlo. El 4 de junio, capturó a Coachoochee y a quince de sus hombres. El teniente coronel Gates ordenó que él y sus hombres fueran enviados inmediatamente a Nueva Orleans. Cuando el coronel Worth se enteró de esto, ordenó que el barco regresara inmediatamente a la bahía de Tampa, ya que tenía la intención de persuadir a Coacoochee para persuadir a los seminolas a rendirse.
El coronel Worth ofreció 8000 dólares a Coacoochee para persuadirlo. Como este último tenía pocas esperanzas de escapar, aceptó enviar mensajeros para convencer a los seminolas de ir al oeste. Los jefes restantes en el norte de Florida, Halleck Tustenuggee, Tiger Tail, Nethlockemathla y Octiarche, se habían reunido en consejo y decidieron derribar a cualquier mensajero que viniera de los blancos. Los jefes del sur habían oído hablar de esta decisión y la aprobaron. Sin embargo, cuando un mensajero se presentó ante el consejo de Holata Mico, Sam Jones, Otulkethlocko, Hospetarke, Fuse Hadjo y Passacka, no fue asesinado sino hecho prisionero.
Al final, fueron 211 seminolas las que se rindieron tras la llamada de Coacoochee, la mayoría de las cuales eran miembros de su propio clan. Hospetarke fue invitado a una reunión en Camp Ogden (cerca de la desembocadura del Río de la Paz) en agosto y él y 127 de sus hombres fueron capturados. A medida que el número de seminolas en Florida disminuye, se hace más fácil para otros esconderse allí. En noviembre, la 3.ª Artillería se trasladó al Pantano del Gran Ciprés y quemó algunos pueblos, lo que convenció a algunos seminolas del sur a rendirse.
Los seminolas todavía están dispersos por la mayor parte de Florida. Un grupo de hambrientos en el norte, cerca de los Apalaches, se rindió en 1842. Sin embargo, más al este, los grupos dirigidos por Halpatter Tustenuggee, Halleck Tustenuggee y Chitto Harjo atacaron y saquearon las aldeas mandarinas y otras aldeas a lo largo del río St. El 19 de abril de 1842, una columna de 200 hombres bajo el mando del Teniente Primero George A. McCall se encontró con un grupo de guerreros seminolas en el pantano de Pelchikaha, a unos 50 kilómetros de Fort King. Después de un corto intercambio de disparos, los seminolas desaparecieron en una hamaca. Halleck Tustenuggee fue tomado prisionero con parte de su grupo cuando fue a Fort King a parlamentar, y luego el Teniente McCall capturó al resto de su tropa en su campo.

## Fin del conflicto (1842)

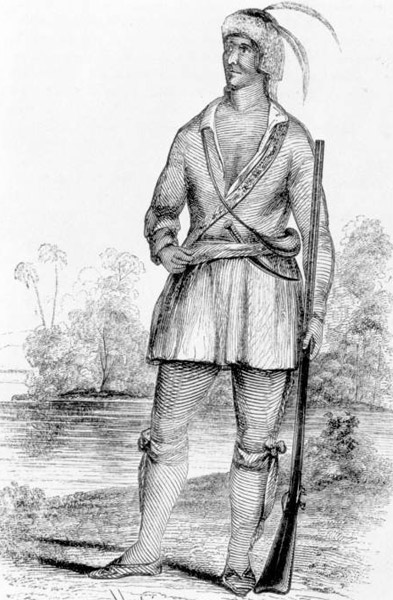
Grabado de 1848 que representa al jefe seminola Thlocklo Tustenuggee «Tiger Tail ».

A principios de 1842, el coronel Worth recomendó que los semínolas que quedaban en el sur de Florida fueran dejados en paz. Worth recibió permiso para dejarlos asentarse en una reserva informal en el suroeste de Florida y para declarar el fin de la guerra en una fecha de su elección. En ese momento, todavía había varios grupos de nativos americanos en Florida. Billy Bowlegs era el líder del grupo más grande, que vivía cerca de Charlotte Harbor. Sam Jones era el líder de un grupo de Mikasukis que vivían en los Everglades cerca de Fort Lauderdale. Al norte del lago Okeechobee hay un grupo de Muskogees liderado por Chipco. Otro grupo de moscovitas, bajo el mando de Tiger Tail, vivía cerca de Tallahassee y en el norte de Florida, un grupo de moscovitas, que había huido de Georgia en 1836, dirigido por Octiarche.
A finales de agosto de 1842, el Congreso aprobó la Ley de Ocupación Armada, que ofrecía propiedades gratuitas en Florida a los colonos que trabajaran la tierra y estuvieran dispuestos a defenderse de los amerindios. En muchos puntos, esta ley prefiguró la Ley de la Hacienda de 1862. Los jefes de familia podían reclamar 160 acres (unas 65 hectáreas) de tierra al sur de una línea que cruzaba la parte norte de la península. Debían apoyar su reclamación viviendo en ella durante al menos cinco años y despejando un mínimo de cinco acres. Sin embargo, no se les permitió reclamar tierras a menos de 3 kilómetros de una instalación militar. Entre 1842 y 1843. Se otorgaron 1317 concesiones, que abarcaban 210 720 acres (aproximadamente 853 kilómetros cuadrados).

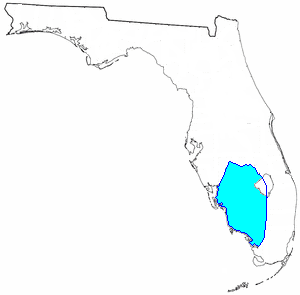
Cuando terminó la segunda guerra semínola, a los últimos Semínolas que vivían en Florida se les permitió permanecer en una reserva no oficial en el suroeste de Florida.

También en agosto, Worth se reunió con los jefes que aún estaban en Florida. A cada guerrero se le ofreció un rifle, dinero y las raciones de un año para ir al oeste. Algunos aceptaron la oferta, pero la mayoría esperaban establecerse en la Reserva del Suroeste de Florida. Convencido de que los nativos americanos que permanecían en Florida se trasladarían al oeste o se asentarían en la reserva, Worth declaró el fin de la guerra el 14 de agosto de 1842. Worth se tomó noventa días de permiso, dejando el mando al coronel Josiah Vose. El ejército de Florida estaba compuesto entonces por destacamentos pertenecientes a tres regimientos, con un total de 1890 hombres. Sin embargo, los ataques de los colonos blancos continuaron hasta la zona de Tallahassee. Otiarche y Cola de Tigre aún no han indicado sus intenciones. Las quejas de Florida hicieron que el Departamento de Guerra ordenara a Vose que tomara medidas contra los grupos de amerindios que no se habían asentado en la reserva. Vose respondió que romper las promesas a los nativos americanos sólo empeoraría las cosas, y el Departamento aceptó su punto de vista. A principios de octubre, un violento ciclón azotó Cedar Key, donde se había establecido el cuartel general del ejército, lo que hizo que los amerindios dejaran de ir a la zona (al norte de Florida).
Worth regresó a Florida a principios de noviembre de 1842. Decidió que Cola de Tigre y Otiarche habían tardado demasiado en decidirse y ordenó que fueran capturados. Cola de Tigre estaba tan enfermo que tuvo que ser llevado en camilla y murió en Nueva Orleans antes de ser llevado al territorio indio. Los otros amerindios del norte de Florida también fueron capturados y deportados al oeste. Alrededor de abril de 1843, sólo un regimiento, el 8.º de Infantería, permanecía en Florida. En noviembre de 1843, Worth informó de que sólo quedaban en Florida 42 guerreros semínolas, 33 mikasukis, 10 creeks  y 10 tallahassees, con esposas e hijos, lo que hacía un total de aproximadamente 300 amerindios. Worth también indica que viven en la reserva y que ya no representan una amenaza para la población blanca de Florida.

## El costo de la guerra
El historiador americano, John K. Mahon, cita una estimación del costo de la guerra de entre 30 y 40 millones de dólares, pero no tiene ningún análisis de su costo real. El Congreso había asignado fondos para el "cese de las hostilidades indias", pero se incluyen los costos de la Guerra de Creek de 1836. Una investigación reveló cierta extravagancia en los costos de las operaciones navales. Se dice que la marina gastó unos 511 000 dólares en la guerra. Sin embargo, la investigación reveló algunos gastos cuestionables. Entre otras cosas, mientras que el ejército había comprado canoas a 10 o 15 dólares por unidad, la marina puso un promedio de 226 dólares por canoa en sus cuentas.
Los informes mencionan que el número total de tropas del ejército, la marina y los marines que sirvieron durante la guerra en Florida fue de 10 169 hombres, a los que hay que añadir 30 000 milicianos y voluntarios. Las fuentes coinciden en que el ejército de EE. UU. registró 1466 muertes durante la Segunda Guerra de los Semínolas, la mayoría de ellas debido a enfermedades. El número de muertos en combate es menos claro. Los historiadores americanos Mahon y Missall no están de acuerdo y estiman que 328 o 269 soldados del ejército regular murieron en combate, respectivamente. Casi la mitad de estas muertes ocurrieron en la Masacre de Dade, la Batalla del Lago Okeechobee y la Masacre de Harney. Mahon informa de 69 muertos para la Marina, mientras que Missal da 41 para la Marina y los Marines, pero añade que otros pueden haber muerto de heridas al volver de Florida.
Mahon y la Junta de Instituciones Estatales de Florida están de acuerdo en la muerte de 55 oficiales voluntarios y milicianos, Missall indica que su número es desconocido. No hay cifras sobre el número de milicianos y voluntarios que murieron por enfermedad o accidente. El número de civiles blancos y seminolas muertos también es incierto. Un periódico del norte escribe que más de ochenta civiles fueron asesinados por los nativos americanos en Florida en 1839. Nadie ha llevado la cuenta de los nativos americanos que murieron, o que murieron de hambre y otras privaciones causadas por la guerra. Los amerindios deportados al oeste no tuvieron mucha más suerte, ya que de los 3824 deportados en 1843, solo 3136 seguían vivos en 1844. En 1962, quedaban 2343 seminolas en Oklahoma..

## Después de la guerra
Con la segunda guerra de los semínolas terminada, la paz volvió a Florida por unos diez años. En 1846, el Capitán John T. Sprague fue nombrado jefe de Asuntos Indios en Florida. Tuvo grandes dificultades para reunir a los jefes en una reunión, ya que sospechaban del Ejército y de las trampas que había puesto en el pasado bajo una bandera blanca. La mayoría de las veces, los amerindios permanecían confinados en sus reservas, aunque ocasionalmente se produjeran incidentes. Las autoridades de Florida continúan presionando para la evacuación de todos los nativos americanos del estado. Por su parte, los amerindios evitaron el contacto con los colonos tanto como pudieron, pero con el tiempo los incidentes se hicieron más frecuentes. El gobierno decidió entonces, una vez más, deportar a todos los nativos americanos fuera de Florida. Aumentó su presión sobre los semínolas hasta que se vieron obligados a tomar las armas en 1855 y comenzó lo que se llamaría la tercera guerra semínola.